# 景井ひな
景井 ひな（かげい ひな、1999年（平成11年）2月19日 - ）は、日本のTikTokクリエイター、女優、モデル。
熊本県宇城市出身。ホリプロデジタルエンターテインメント所属。

## 来歴
友人からの勧めで、2019年3月よりTikTokでの投稿を開始。開始から10日間でフォロワー数が10万人を突破し、2020年4月3日の時点で160万人を突破している。開始からまもなくして、現在所属しているホリプロデジタルエンターテインメント主催の、「2019年ホリプロデジタルエンターテインメントオーディション HYOGEN」でグランプリを獲得。この時、既にウェディング関連のドレスショップへの就職が内定していたが、これを断り上京。7月10日に同社に所属したことを発表した。
11月27日、28日に東京国際フォーラムに「スマホネイティブ世代の生態とは? 1800万人市場の欲求スイッチは体験と本質。」というテーマの下で開催された「アドテック東京2019」にTikTokクリエイターとして登壇。
2021年6月15日、TikTokフォロワー数700万人を突破し、SNS総フォロワー数女性アカウント国内2位になった。
2021年10月、TikTokフォロワー数1000万人を突破。
2021年11月9日、「第1回キモノイスト」を受賞した。
2023年5月18日 - 22日、世界中の7人のトップクリエイターがカンヌ国際映画祭に招待され、映画祭で行われる様々なイベントの様子を発信する企画に、北アジア代表として選出された。
2024年4月15日、地元の熊本県宇城市のプロモーション大使に任命。

## 人物
趣味はバスケットボールと料理。
特技は激辛料理を食べることと変わったファッションをすることで、特に2019年12月30日の自身のInstagramの投稿で着用したY/ PROJECTのブーツ「Thigh Length Tartan Boots」は、モデルプレスをはじめとしたウェブメディアなどで採り上げられたことにより話題となり、世界各国の通販サイトなどで「景井ひなさん着用」などと紹介されたうえで高額な価格で販売された。
TikTokでは、「みんなが帰って一息つく時に、クスッと笑えて楽しめるコンテンツ」をテーマとした投稿を行なっている。
ハーフのような外見をしているが、祖父母含め純血の日本人である事を公言している。
左利き。

## 出演

### バラエティ
- カバーガールTVネクスト
  - シーズン1（2020年11月28日 - 2021年4月24日、TBSチャンネル） - MC
  - シーズン2（2021年7月26日 - 12月27日、BS-TBS） - MC
- ラヴィット!（2021年3月31日 - 5月26日、TBS） - 水曜マンスリーレギュラー[22]
- ZIP!（2025年3月31日 - 、日本テレビ放送網） - キテルネ! リポーター

### テレビドラマ
- 警視庁・捜査一課長 season5 第9話（2021年6月10日、テレビ朝日） - 婦人警官役 朝川由衣 役[23]
- 顔だけ先生（2021年10月9日 - 12月18日、東海テレビ・フジテレビ） - 小野寺今日子 役[24][25]
- 倫敦ノ山本五十六（2021年12月30日、NHK総合） - 正木美子 役[26]
- チェイサーゲーム（2022年9月9日 - 10月28日、テレビ東京） - 久井田みちる 役[27]
- それでも結婚したいと、ヤツらが言った。第5話（2023年2月1日、テレビ東京） - 岡崎志乃 役
- 山村美紗サスペンス 赤い霊柩車39FINAL～弔の京人形～（2023年3月17日、フジテレビ） - 糸谷あや 役
- 何かおかしい 2 第2話・第4話（2023年4月11日・4月25日[注 1]、テレビ東京） - 本人 役[28]
- 商店街のピアニスト 永遠の調べ（2023年10月7日 - 12月23日、BS松竹東急） - 片岡美歩 役[29]
- オクトー 〜感情捜査官 心野朱梨〜 Season2 第3話（2024年10月17日、読売テレビ・日本テレビ系） - 成田ゆず季 役[30]
- べらぼう〜蔦重栄華乃夢噺〜 第1話（2025年1月5日、NHK） - 田沼家下女 役[31]

### 映画
- TANG タング（2022年8月11日） - 原田カオリ 役[32]
- 逃走中 THE MOVIE:TOKYO MISSION（2024年7月19日） - 本人 役[33]
- お嬢と番犬くん（2025年3月14日） - 栗野先輩 役

### ラジオ
- 『SCHOOL OF LOCK!』内「景井LOCKS!」（2021年4月26日 -2024年9月26日 、TOKYO FM・JFN）
- 「景井ひな 短めに話します。」（2025年3月31日 - ABCラジオ ポッドキャスト）

### Web
- JKコンプライアンス（2019年9月29日 - 10月20日、YouTube）[34]
- @cosme TOKYO オープニングスペシャルLIVE（2020年1月11日）[35]
- add9 Code（2021年10月3日 - 11月7日、YouTube - 村田香絵 役[36]
- 井上咲楽と景井ひな 木曜The NIGHT（2022年5月6日[37] - 2022年12月30日、ABEMA）

### 舞台
- 恋とか愛とか（仮）（2020年2月12日 - 17日、劇場MOMO）[38]

### ミュージック・ビデオ
- OOPARTZ「FUTURE TOKYO STATION」[39][40]
- DEEP SQUAD「あなたが迷わずに」[41]
- 崎山蒼志「風来」[42]

### 劇場アニメ
- 映画 ヒーリングっど♥プリキュア ゆめのまちでキュン!っとGoGo!大変身!!（2021年3月20日、東映） - “ゆめアール”体験の案内人 役[43]

### ファッションショー
- 東京ガールズコレクション
  - 第37回 マイナビ 東京ガールズコレクション 2023 AUTUMN／WINTER（2023年9月2日、さいたまスーパーアリーナ）[44]
  - CREATEs presents TGC KITAKYUSHU 2023 by TOKYO GIRLS COLLECTION（2023年10月7日、西日本総合展示場新館）[45]
  - TGC MATSUYAMA 2024 by TOKYO GIRLS COLLECTION（2024年7月13日、愛媛県武道館）[46]
  - 第40回 マイナビ 東京ガールズコレクション 2025 SPRING／SUMMER（2025年3月1日、代々木第一体育館）
- ミュゼプラチナム Presents SAPPORO COLLECTION 2023 AUTUMN／WINTER（2023年11月4日、北海きたえーる）[47]

### CM
- Adobe（2019年）[48]
- 三菱UFJニコス 三菱UFJカード（2023年2月1日 - 、WebCM） - 石原さとみと共演[49]
- 大和コネクト証券（2024年8月16日 - ）[50]

### 広告
- 狂愛商店（2019年、ベクター）[51]
- ゾンクホテル（2024年11月1日 - ）

### イベント

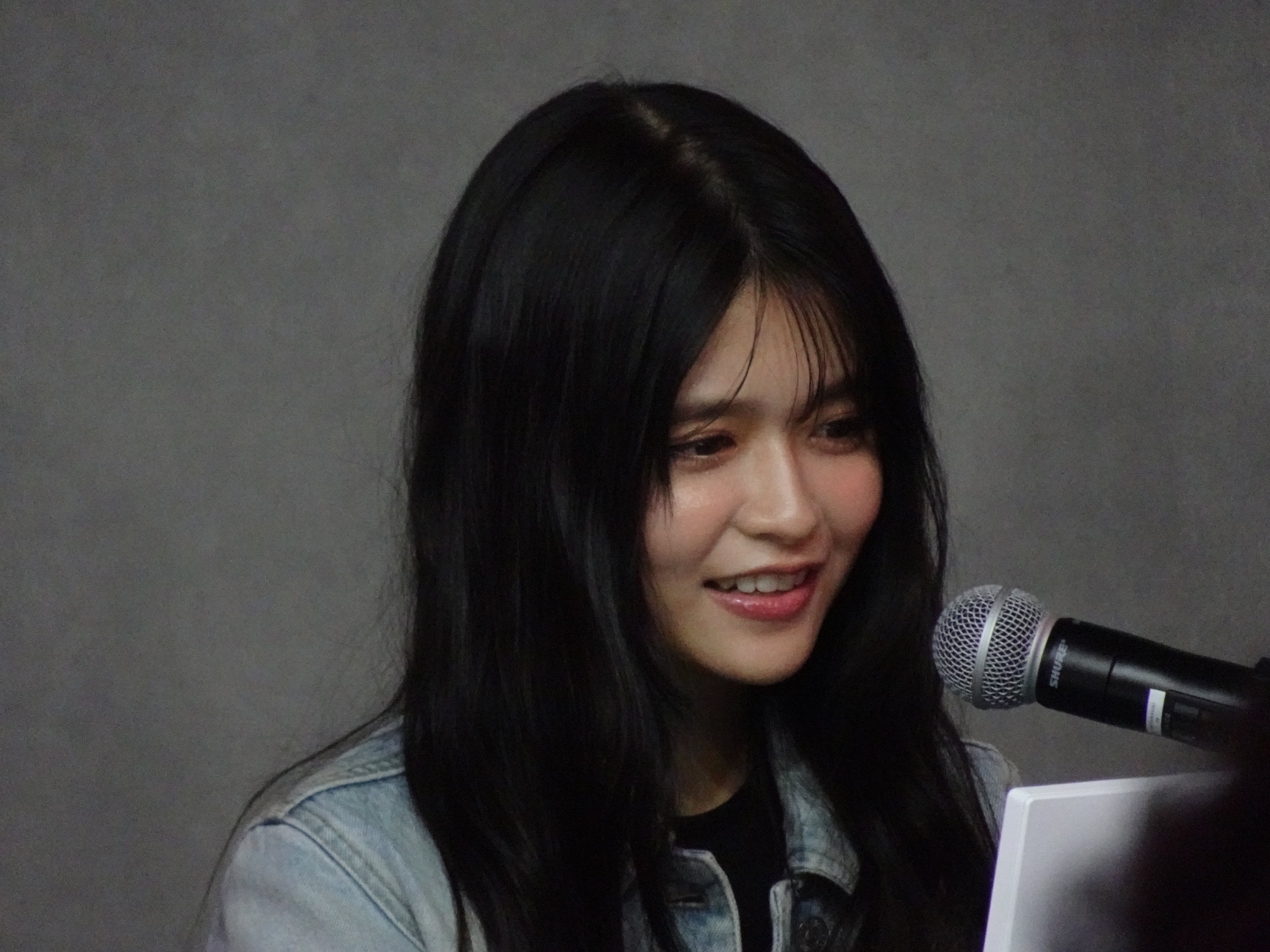
東京ゲームショウ2024・ホール2のSteelSeriesブース「OooDa&伊織もえ ～ゲームの学校～ステージ」での景井ひな(2024年9月29日撮影)

- しおひガールズ展2019（2019年9月21日 - 23日、バロンデッセアートギャラリー3F） - モデルとして参加[52]
- 【MEGA SAVA】Arms MAGAZINE VS PEACE COMBAT（2019年11月23日、サバイバルゲームフィールドUNION）[53]
- アドテック東京2019（2019年11月27日・28日、東京国際フォーラム）
- ZOZOFES 2023[54]（2023年3月29日、LINE CUBE SHIBUYA） - MC
- 映画『マーベルズ』 ジャパンプレミア（2023年11月8日、TOHOシネマズ六本木） - ゲスト出演[55]
- 東京ゲームショウ2024（2024年9月29日）：ホール2のSteelSeriesブース「OooDa&伊織もえ ～ゲームの学校～ステージ」 - ゲスト出演[56]

## 書籍

### スタイルブック
- かげとひなた 景井ひな1stスタイルブック（2020年12月10日）[57]